# Kent Invicta Football League
Kent Invicta Football League là một giải bóng đá Anh, thành lập năm 2011 để khởi tranh từ mùa giải 2011–12. Giải đấu bao phủ hạt Kent, một số nằm ở Greater London.

## Sự thành lập
Thương lượng để thành lập một hạng đấu Bậc 6 mới (Cấp độ 10 ở Hệ thống các giải bóng đá ở Anh) bắt đầu từ năm 2009 để tạo nên sự lên xuống hạng cho Kent League (Bậc 5, bây giờ là Southern Counties East Football League) và Kent County League (Bậc 7) dễ dàng hơn, bởi vì không có sự xuống hạng cho Kent County League qua nhiều mùa giải và sự thăng hạng trở nên không thường xuyên.
Cuối mùa giải 2015–16, giải đấu sẽ hợp nhất với Southern Counties East League để tạo thành hạng thấp hơn của giải đấu mới hợp nhất.

## Challenge Trophy
Giải đấu cũng tổ chức một giải loại trực tiếp là Challenge Trophy.

## Các câu lạc bộ hiện tại (2015–16)
- AC London
- APM Contrast
- Bearsted
- Bridon Ropes
- Crockenhill
- Eltham Palace
- FC Elmstead
- Forest Hill Park
- Glebe
- Gravesham Borough
- Kent Football United (trước đây là Erith & Dartford Town)
- Lewisham Borough
- Lydd Town
- Meridian VP
- Orpington
- Phoenix Sports Dự bị
- Rusthall
- Seven Acre & Sidcup
- Sheppey United
- Sutton Athletic

## Đội vô địch
| Mùa giải | Đội vô địch      |
| -------- | ---------------- |
| 2011–12  | Bly Spartans     |
| 2012–13  | Phoenix Sports   |
| 2013–14  | Hollands & Blair |
| 2014–15  | Hollands & Blair |